# Добро-Колодезский сельсовет
Добро-Колодезский сельсове́т — административно-территориальная единица (сельсовет) в Солнцевском районе Курской области.
Административный центр — село Доброе.
В 2006—2010 годах — муниципальное образование наделённое статусом сельского поселения. Законом Курской области от 26 апреля 2010 года № 26-ЗКО муниципальное образование Бунинский сельсовет, муниципальное образование Добро-Колодезский сельсовет и муниципальное образование Афанасьевский сельсовет были преобразованы путём объединения в муниципальное образование Бунинский сельсовет.

## Населённые пункты
В состав сельсовета входят:
- село Доброе
- деревня Брынцево
- село Никольское
- деревня 1-е Протасово
- деревня 2-е Протасово
- деревня Разумово
- хутор Смороко-Доренский